# یواس‌ان‌اس ولا (تی-ای‌کی-۸۹)
یواس‌ان‌اس ولا (تی-ای‌کی-۸۹) (به انگلیسی: USNS Vela (T-AK-89)) یک کشتی بود که طول آن ۲۶۹ فوت ۱۰ اینچ (۸۲٫۲۵ متر) بود. این کشتی در سال ۱۹۴۵ ساخته شد.